# Чешуйчатка разрушающая
Чешуйчатка разрушающая (лат. Pholiota destruens), или чешуйчатка тополёвая (лат. Pholiota populnea) — вид грибов, входящий в род Чешуйчатка (Pholiota) семейства Строфариевые (Strophariaceae). Встречается на пнях и мёртвой древесине.

## Описание
- Плодовые тела шляпконожечные[4].

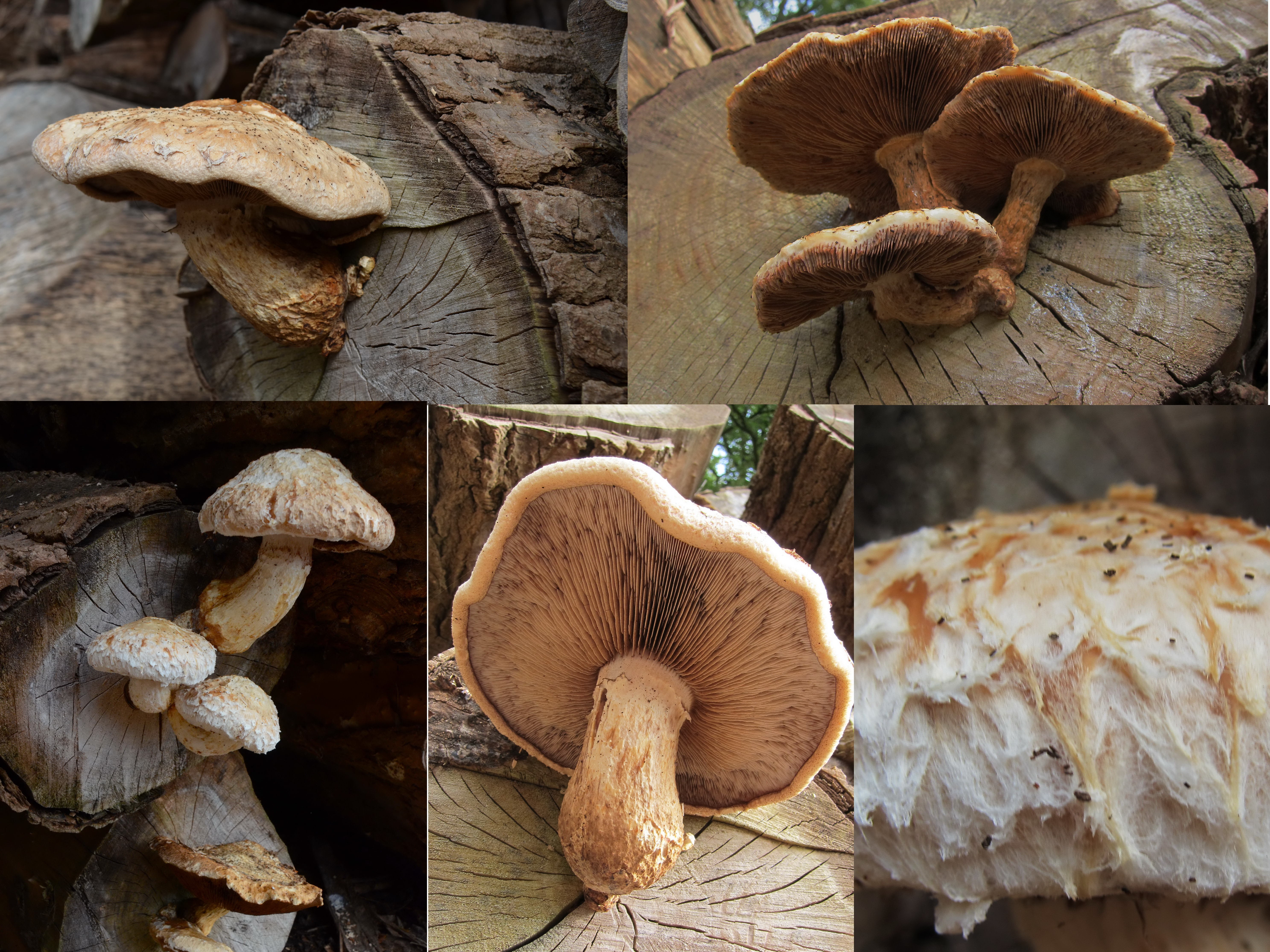

- Шляпка 7—8,5 см в диаметре[1] (по другим источникам — от 5 до 20 см[5][6]), мясистая, вначале полушаровидная, позже распростёртая, иногда с бугорком в центре[4][7]. Окраска от желтовато-белой или розовато-жёлтой у молодых грибов до буро-коричневой у зрелых, в середине более тёмная[4][8][1][6]. Поверхность покрыта крупными белыми чешуйками, со временем исчезающими; край шляпки волокнистый, извилистый[9][6].
- Гименофор пластинчатый; пластинки частые, белые, позднее темнеющие до коричневых, приросшие или слабонисходящие по ножке[9][6]; у ещё не раскрывшихся плодовых тел прикрыты белым войлочным покрывалом[4].
- Ножка высотой 5—15 см, шириной 2—3 см; центральная или эксцентрическая, утончённая в верхней части и утолщающаяся книзу[2][6]. Окраска белая, позднее темнеющая; у молодых плодовых тел ножка покрыта крупными белыми чешуйками, исчезающими с возрастом; белое хлопьевидное кольцо также исчезает при созревании[2][4].
- Мякоть плотная, белая, у основания ножки желтоватая[4][9].
- Споровый порошок тёмно-коричневый[4]; споры эллипсоидные или яйцевидные; базидии бесцветные, 4-споровые, с пряжкой в основании; цистиды цилиндрические или булавовидные[4][9][6].

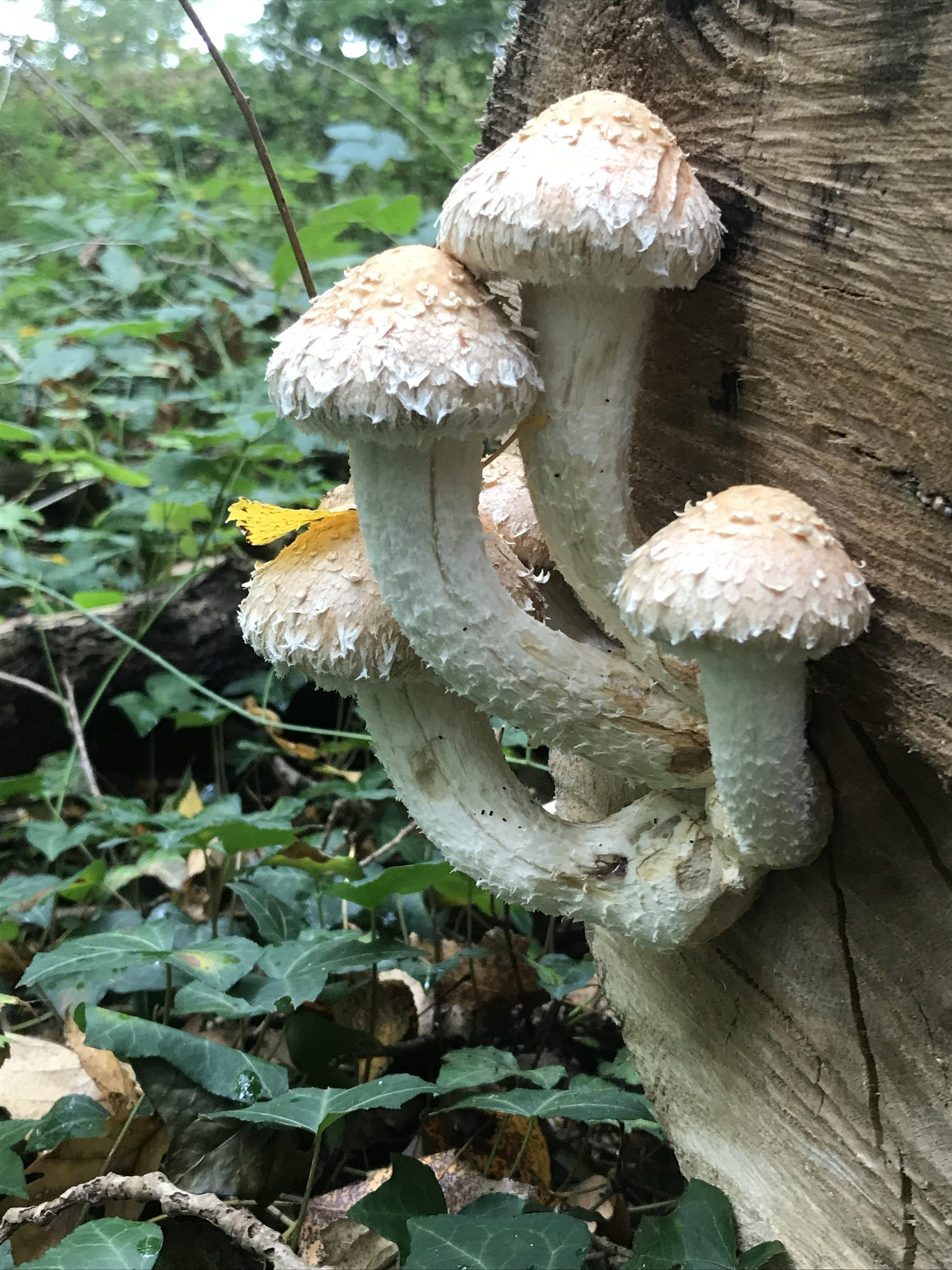
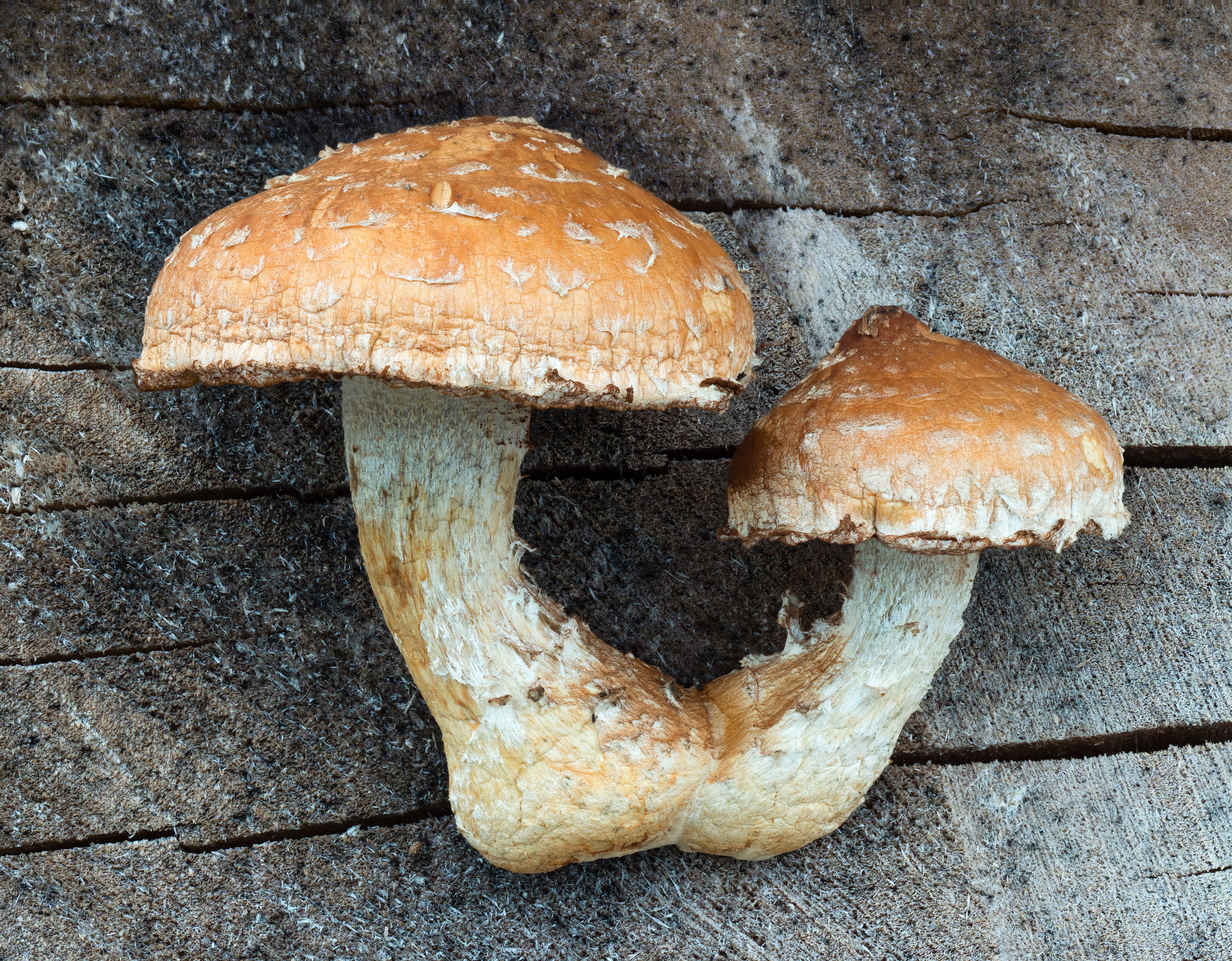
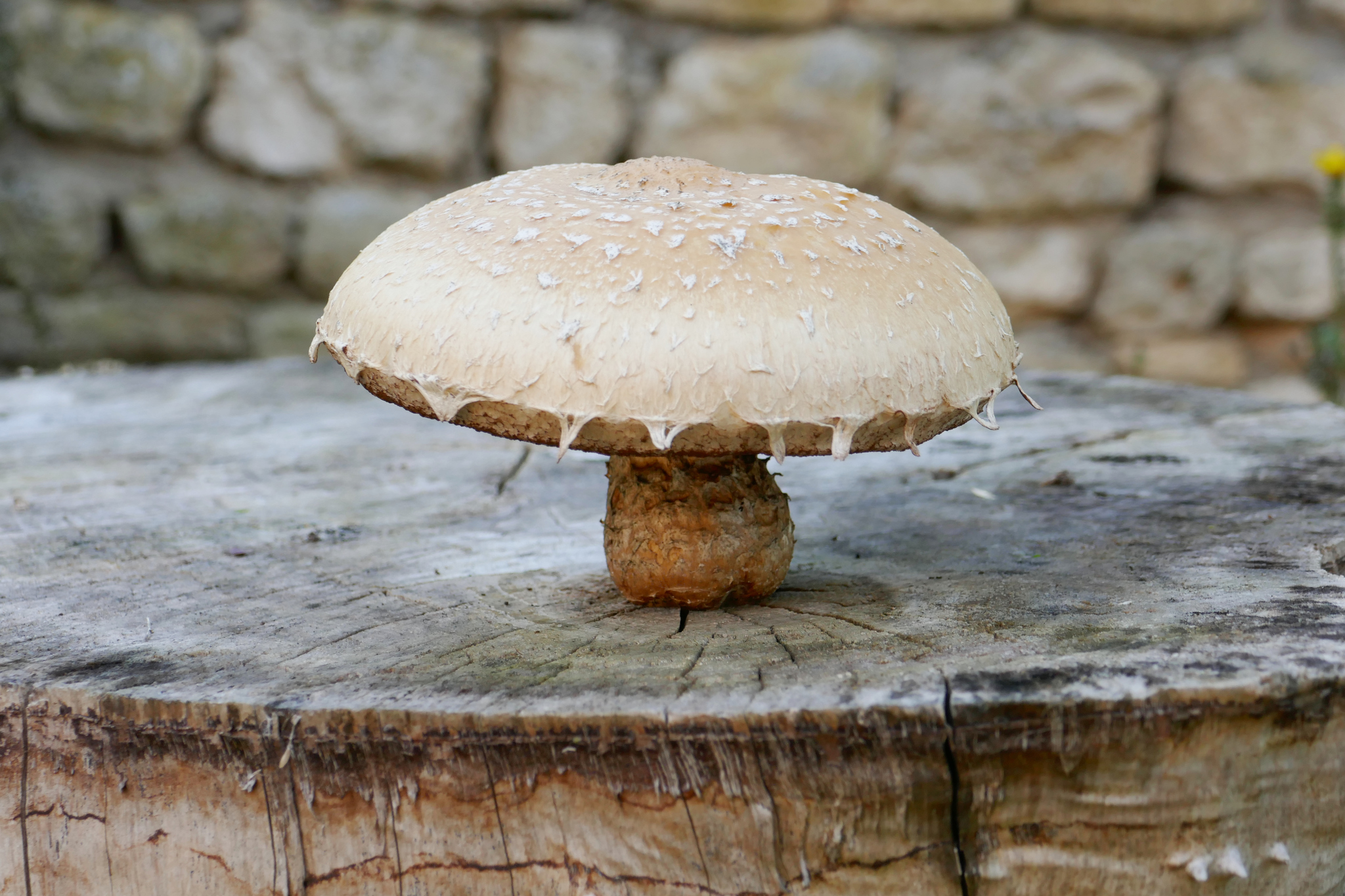
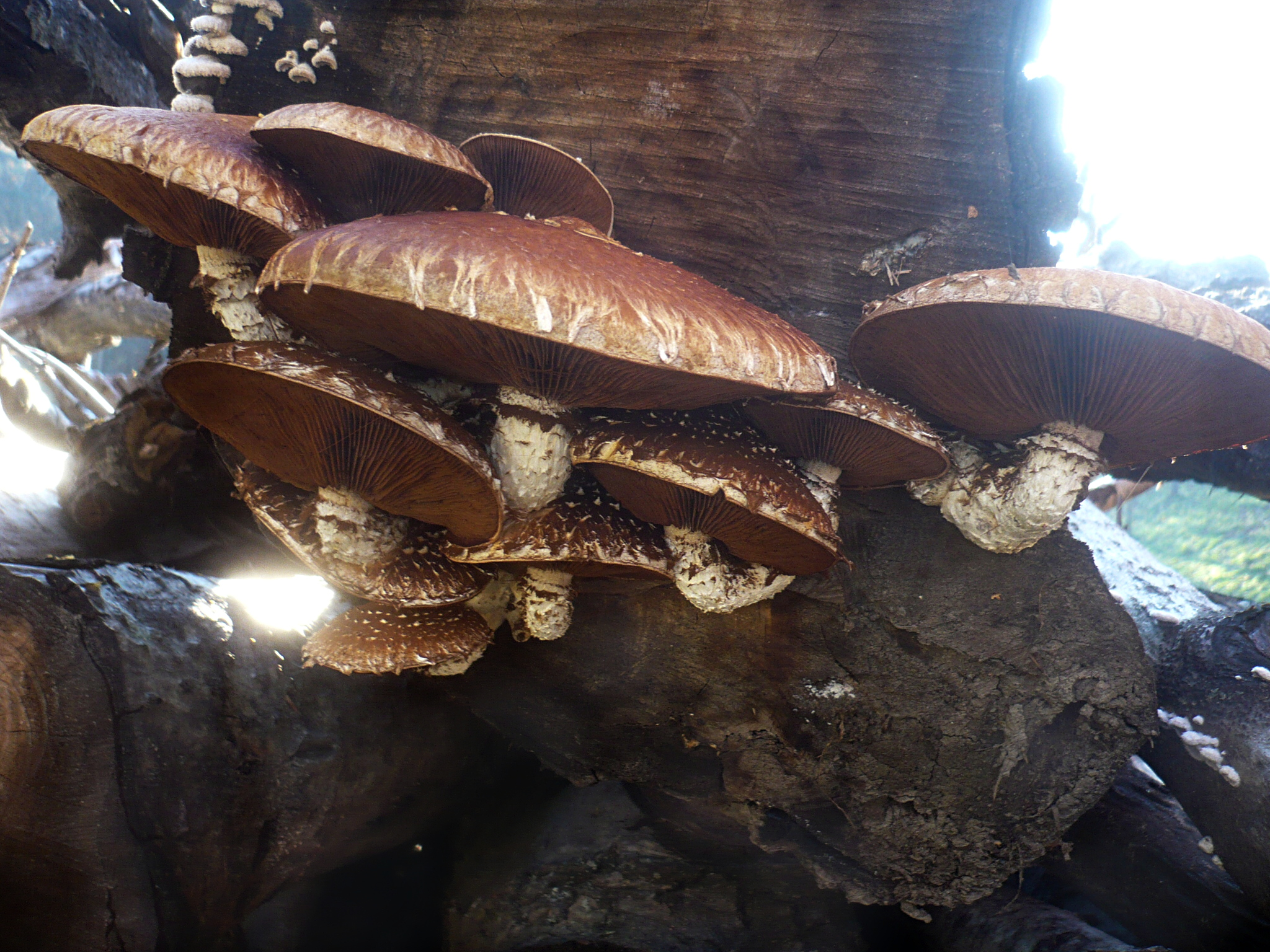

## Распространение и экология
Встречается в Европе, Северной Америке, Китае, США. На территории России — в европейской части, Сибири, Приморском крае. Широко распространён в Голарктике; в России отмечается нечасто. Внесён в Красную книгу Ульяновской области и Чукотского автономного округа.
Ксилотроф; растёт на пнях, мёртвой древесине и засыхающих стволах лиственных пород (в первую очередь тополя, но также ольхи, берёзы, ивы и др.). Как правило, произрастает группами. Может встречаться на живых деревьях, вызывая у поражённого дерева желтовато-белую гниль. Нередко наблюдается в городской среде. Плодовые тела чешуйчатки разрушающей обнаруживаются также на торцах лесоматериалов, заготовленных из деревьев, которые при жизни были поражены грибом. 
Сезон плодоношения — с августа по ноябрь.

## Пищевое значение
Гриб неядовит, но несъедобен по причине горького вкуса, не исчезающего при отваривании. Помимо горького вкуса отличается также неприятным запахом.